# ترينيداد وتوباغو في الألعاب الأولمبية
ترينيداد وتوباغو في الألعاب الأولمبية تعدّ الألعاب الأولمبية من الأحداث الرياضية المهمة في ترينيداد وتوباغو، تقوم اللجنة الأولمبية لترينيداد وتوباغو بالإشراف في شؤون مشاركات ترينيداد وتوباغو في الألعاب الأولمبية، أول مشاركة لترينيداد وتوباغو في الألعاب الأولمبية كانت في دورة 1948 في لندن في المملكة المتحدة حيث شاركت ب5 رياضيين وتمكنت من الفوز حتى الآن ب18 ميدالية منها ميداليتين ذهبيتين و5 فضية و11 برونزية، أكثر الرياضات التي تنافس فيها ترينيداد وتوباغو هي ألعاب قوى وخصوصاً في سباقات المسافات القصيرة، شاركت ترينيداد وتوباغو في 3 دورات في الألعاب الأولمبية الشتوية في 1994 و1998 و2002 ولم تفز حتى الآن بأي ميدالية فيها.